# Beak (гурт)
Beak (стилізовано як BEAK>) — англійський експериментальний електронний рок-гурт, що складається з Джеффа Барроу (Portishead), а також Біллі Фуллера (Robert Plant & The Sensational Space Shifters) і Вілла Янга (Moon Gangs), який замінив Метта Вільямса (MXLX, Fairhorns) у 2016 році.

## Історія
Beak випустили свій однойменний дебютний альбом 16 листопада 2009 року. Музика була записана наживо в одній кімнаті без накладок і правок, лише з використанням редакторів для створення аранжувань. Всі треки були написані протягом дванадцятиденної сесії у Бристолі, Англія.
Beak продюсували дебютний альбом Anika співачки Аніки і стали співавторами двох пісень альбому в 2010 році.
У 2010 році гурт гастролював у США та Великій Британії. Portishead обрали гурт для виступу на фестивалі ATP I'll Be Your Mirror, куратором якого Portishead були у липні 2011 року в лондонському Alexandra Palace, а також на американській версії фестивалю ATP I'll Be Your Mirror в Езбері-Парку, Нью-Джерсі.
Beak створили саундтрек до фільму Тома Джинса Couple in a Hole 2015 року, багато в чому спираючись на більш ранній матеріал гурту. 27 вересня 2024 року Барроу оголосив, що покидає Beak, щоб зосередитися на інших проєктах.

## Дискографія
- Beak> (2009)
- >> (2012)
- Couple in a Hole (OST, 2016)
- >>> (2018)
- >>>> (2024)